# Myto (Białoruś)
Myto (biał. Мыто, Myto; ros. Мыто, Myto) – wieś na Białorusi, w obwodzie grodzieńskim, w rejonie lidzkim, w sielsowiecie Wawiórka, nad Dzitwą.

## Historia
Należało do Wielkiego Księstwa Litewskiego. W Rzeczypospolitej Obojga Narodów leżało w województwie wileńskim, w powiecie lidzkim. Miasteczko istniało już w 1415, gdy zatrzymał się tu Władysław Jagiełło. W 1662 z powodu zniszczenia Lidy odbył się tu sejmik.
Odpadło od Polski w wyniku III rozbioru. W XIX i w początkach XX w. miasteczko i folwark położone były w Rosji, w guberni wileńskiej, w powiecie lidzkim, w gminie Wawerka/Myto. Ówcześnie siedziba parafii prawosławnej oraz przeniesionego z Wawiórki zarządu gminy. Było własnością kolejno Paców, Rossudowskiego i Kondratjenki.
W dwudziestoleciu międzywojennym wieś i folwark leżące w Polsce, w województwie nowogródzkim, w powiecie lidzkim, do 14 lipca 1927 siedziba gminy Myto. Po przeniesieniu urzędu gminnego w gminie Wawiórka. W 1921 wieś liczyła 122 mieszkańców, zamieszkałych w 24 budynkach, w tym 62 Białorusinów i 60 Polaków. 62 mieszkańców było wyznania rzymskokatolickiego i 60 prawosławnego. Folwark liczył 15 mieszkańców, zamieszkałych w 2 budynkach, w tym 14 Polaków i 1 Białorusina. 14 mieszkańców było wyznania rzymskokatolickiego i 1 prawosławnego..
Po II wojnie światowej w granicach Związku Sowieckiego. Od 1991 w niepodległej Białorusi.